# Гай Семпроний Рутил
Гай Семпроний Рутил (на латински: Caius Sempronius Rutilus) е политик на Римската република през началото на 2 век пр.н.е. по времето на римско-сирийската война против Антиох III Велики. Произлиза от фамилията Семпронии, клон Рутил.
През 189 пр.н.е. той е народен трибун с колеги Публий Семпроний Гракх и Квинт Теренций Кулеон. Консули тази година са Марк Фулвий Нобилиор и Гней Манлий Вулзон.
Народните трибуни пречат на Маний Ацилий Глабрион да стане цензор 189 пр.н.е. и той оттегля кандидатурата си.